# W Connection
Vibe CT 105 W Connection es un equipo de fútbol, del país caribeño de Trinidad y Tobago, que tiene como sede el estadio Manny Ramjohn de la ciudad de Marabella. Actualmente juega en la TT Pro League.

## Historia
El equipo fue fundado en el año de 1986 con el nombre de W Connection Sports Club, un equipo amateur. Al crearse la liga profesional en Trinidad y Tobago en el año de 1999, el equipo ingresaría con el nombre de W Connection FC; finalizando tercero en la liga y ganando la Copa en su primera temporada. Teniendo un inicio espectacular se esperaba mucho de este equipo, expectativas que cumplió al ganar la liga en dos ocasiones en años consecutivos (2000-2001). Tomaron el nombre de Vibe Ct 105 por la estación de radio que patrocina al equipo.
El club fue fundado por David John Williams y Patrick John Williams en San Fernando, la sede del Club esta en Couva y su estadio en Marabella.

## Estadio
Su estadio es el Manny Ramjohn Stadium localizado en la ciudad de Marabella, Trinidad y Tobago. Fue ignaurado el 17 de septiembre de 2001, con el partido España - Burkina Faso del Mundial Sub-17 FIFA 2001. 
El nombre que se le dio al estadio es en honor a Manny Ramjohn primer ganador de medalla de oro, en una competencia internacional, nacido en Trinidad y Tobago. Actualmente el estadio cuenta con una capacidad para 10,000 aficionados.

## Organigrama deportivo

### Plantilla 2017-2018
- = Lesionado de larga duración
- = Capitán

## Jugadores

### Extranjeros
| Nacionalidad                                 | N.º     | Jugadores |
| América                                      | América | América |
| -------------------------------------------- | ------- | --- |
| Brasil                                       | 30      | Fabiano Agripino, Cristhian Almas, Eueller, João Ananias, Renato Ferreira, Rafael Goncalves, Douglas da Costa, Luciano Rodríguez Carreto, Ricardo Severino de Oliveira, Célio da Silva, Danilo da Silva, Emerson da Silva, José da Silva, José Luiz de Sousa, Felinto dos Santos, Waldeini dos Santos, Gefferson Goulart, Eduardo Guadagnucci, José Maria Manoel, Joao Guilherme Manzano, Henrique Marcussi, José Neto, Francisco Neto, William Oliveira, Renato Pereira, Paulo Roberto, Igor Santos, Luciano Sato, Ronaldo Viana y Luciano Viera. |
| Canadá                                       | 2       | Bradley Beaumont y Maleik Freitas. |
| Colombia                                     | 9       | Eder Arias, Yefer Lozano, Milton Gómez, Alejandro Figueroa, Camilo Ortega, Eduardo Ortíz, Yhon Reyes, Christian Viveros y Oscar Eduardo Velazco. |
| República Dominicana                         | 3       | Jonathan Faña, Anfernee Frederick y Miguel Lloyd. |
| Granada                                      | 2       | Kassius Ettienne y Jamal Charles. |
| Guyana                                       | 1       | Charle Pollard. |
| España                                       | 1       | Ander Letamendia. |
| Haití                                        | 1       | Gabriel Michel. |
| Jamaica                                      | 5       | Christopher Harvey, Jermaine Hue, Lovel Palmer, Robert Scarlett. |
| Panamá                                       | 1       | Paolo De La Guardia. |
| San Cristóbal y Nieves                       | 4       | Julani Archibald, Devaughn Elliott, Gerard Williams y George Isaac. |
| Santa Lucía                                  | 16      | Kurt Frederick, Titus Elva, Earl Jean, Elijah Joseph, Valencius Joseph, Francis Lastic, Emerson Sheldon Mark, Anthony Maximin, Jonathan McVane, Tremain Paul, Zaine Pierre, Rene Regis, Malik St. Prix, Benner Walter, Pernal Williams y Alvin Xavier. |
| Surinam                                      | 2       | Dimitrie Apai y Stefano Rijssel. |
| Estados Unidos                               | 1       | Carlos Díaz. |
| África                                       |         | |
| Nigeria                                      | 1       | Iyaka Okechekwu Stanley. |
| Sierra Leona                                 | 3       | Alusine Bangura, Abdulai Conteh y Charlie Wright. |
| Sudáfrica                                    | 1       | Hugh Laresevree. |
| Europa                                       |         | |
| Italia                                       | 1       | Mirko Delia. |
| 18 Nacionalidades Distintas. 84 Extranjeros. |         | |

#### Destacados
Arqueros
- Alejandro Figueroa (2001-2004, 2011-2014)
- Miguel Lloyd (2008-2012)

Defensas
- Christian Viveros (2008-2017)
- Eder Arias (2008-2011)

Delanteros
- Jonathan Faña (2006-2009)

## Participación internacional

### Temporadas enLiga de Campeones de la Concacaf
| Torneo  | Posición         | PJ | PG | PE | PP | GF | GC | Dif. | Puntos |
| ------- | ---------------- | -- | -- | -- | -- | -- | -- | ---- | ------ |
| 2002    | Octavos de final | 2  | 0  | 0  | 2  | 0  | 3  | -3   | 0      |
| 2003    | Primera Ronda    | 2  | 0  | 1  | 1  | 5  | 6  | -1   | 1      |
| 2007    | Cuartos de final | 2  | 1  | 0  | 1  | 2  | 4  | -2   | 3      |
| 2009-10 | Fase de grupos   | 8  | 3  | 2  | 3  | 14 | 12 | +2   | 11     |
| 2012-13 | Fase de grupos   | 4  | 0  | 2  | 2  | 5  | 10 | -5   | 2      |
| 2013-14 | Fase de grupos   | 4  | 0  | 1  | 3  | 1  | 7  | -6   | 1      |
| 2015-16 | Fase de grupos   | 4  | 1  | 0  | 3  | 2  | 10 | -8   | 3      |
| 2016-17 | Fase de grupos   | 4  | 0  | 1  | 3  | 4  | 14 | -10  | 1      |
| -       | -                | 30 | 5  | 7  | 18 | 33 | 66 | -33  | 22     |

## Palmarés

### Torneos nacionales
- TT Pro League (6): 2000, 2001, 2005, 2011-12, 2013-14, 2018
- Trinidad and Tobago Cup (4): 1999, 2000, 2002, 2013-14
- Trinidad and Tobago FCB Cup (7): 2001, 2004, 2005, 2006, 2007, 2008, 2015

### Torneos internacionales
- Campeonato de Clubes de la CFU (3): 2002, 2006, 2009 (Récord)
- Subcampeón del Campeonato de Clubes de la CFU (4): 2000, 2001, 2003, 2012 (Récord)

## Estadísticas
- Mayor goleada conseguida en torneos internacionales:
  - W. Connection 12-1  Centre Bath Estate (Campeonato de Clubes de la CFU 2009 - Primera Ronda).
  - W. Connection 11-0  Café Sisserou Strikers (Campeonato de Clubes de la CFU 2000 - Primera Ronda).
  - W. Connection 8-0  Conquerors (Campeonato de Clubes de la CFU 2001 - Primera Ronda).
  - W. Connection 6-0  Inter Moengotapoe (Campeonato de Clubes de la CFU 2012 - Segunda Ronda).